# Habay
Habay (en lorenès Habâ) és un municipi belga de la província de Luxemburg a la regió de Valònia. Està format per les seccions d'Anlier, Habay-la-Neuve, Habay-la-Vieille, Hachy, Houdemont, Rulles, Harinsart i Marbehan.

## Agermanaments
- Cottonport (Louisiana)
- Tortoreto (Abruzzo)